# Osvaldo Baraúna
Osvaldo Baraúna (Salvador, 15 de maio de 1978) é um ator brasileiro.
Estudou teatro na Universidade Federal da Bahia, tendo papel de destaque e protagonizado diversas peças na capital baiana antes de ter sua primeira oportunidade na Rede Globo como o capanga Honório de Sinhá Moça.

## Trabalhos na televisão
2018 - Segundo Sol - Muniz
2017 - Malhação: Viva a Diferença - Bombeiro
2017 - A Força do Querer - Matias
2016 - Rock Story - Sargento Duarte
2012 - Avenida Brasil - Roger Baiano
2009 - Força-Tarefa - Sargento Genival
2008 - A Favorita - Jota
2007 - Paraíso Tropical - Nei
2006 - Sinhá Moça - Honório